# Kráthis Potamós
Kráthis Potamós är ett vattendrag i Grekland.   Det ligger i prefekturen Nomós Achaḯas och regionen Västra Grekland, i den centrala delen av landet, 120 km väster om huvudstaden Aten.